# Miscanthus floridulus
Miscanthus floridulus är en gräsart som först beskrevs av Jacques-Julien Houtou de La Billardière, och fick sitt nu gällande namn av Otto Warburg, Karl Moritz Schumann och Carl Karl Adolf Georg Lauterbach. Miscanthus floridulus ingår i släktet miskantusar, och familjen gräs. Inga underarter finns listade i Catalogue of Life.

## Bildgalleri

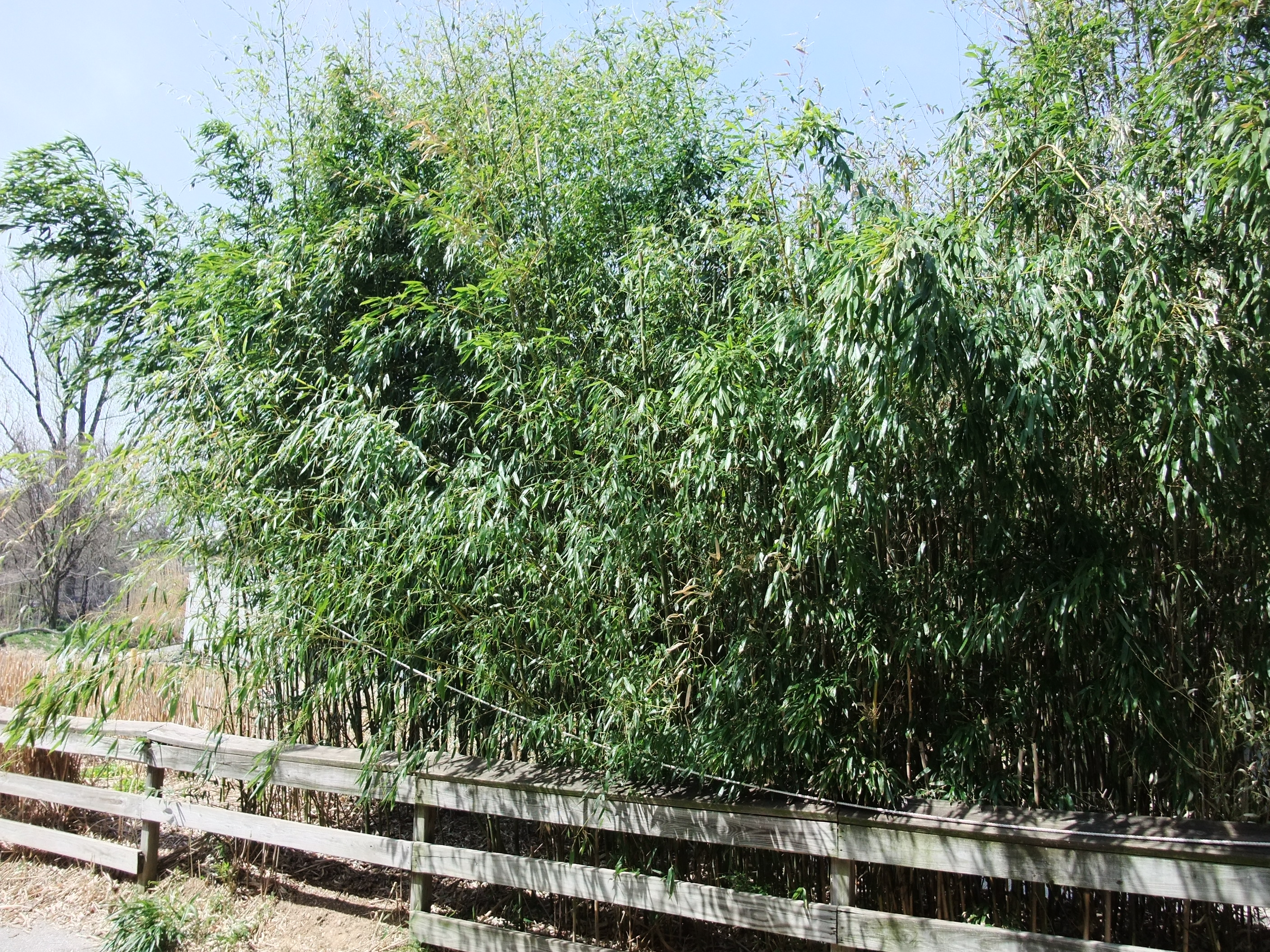
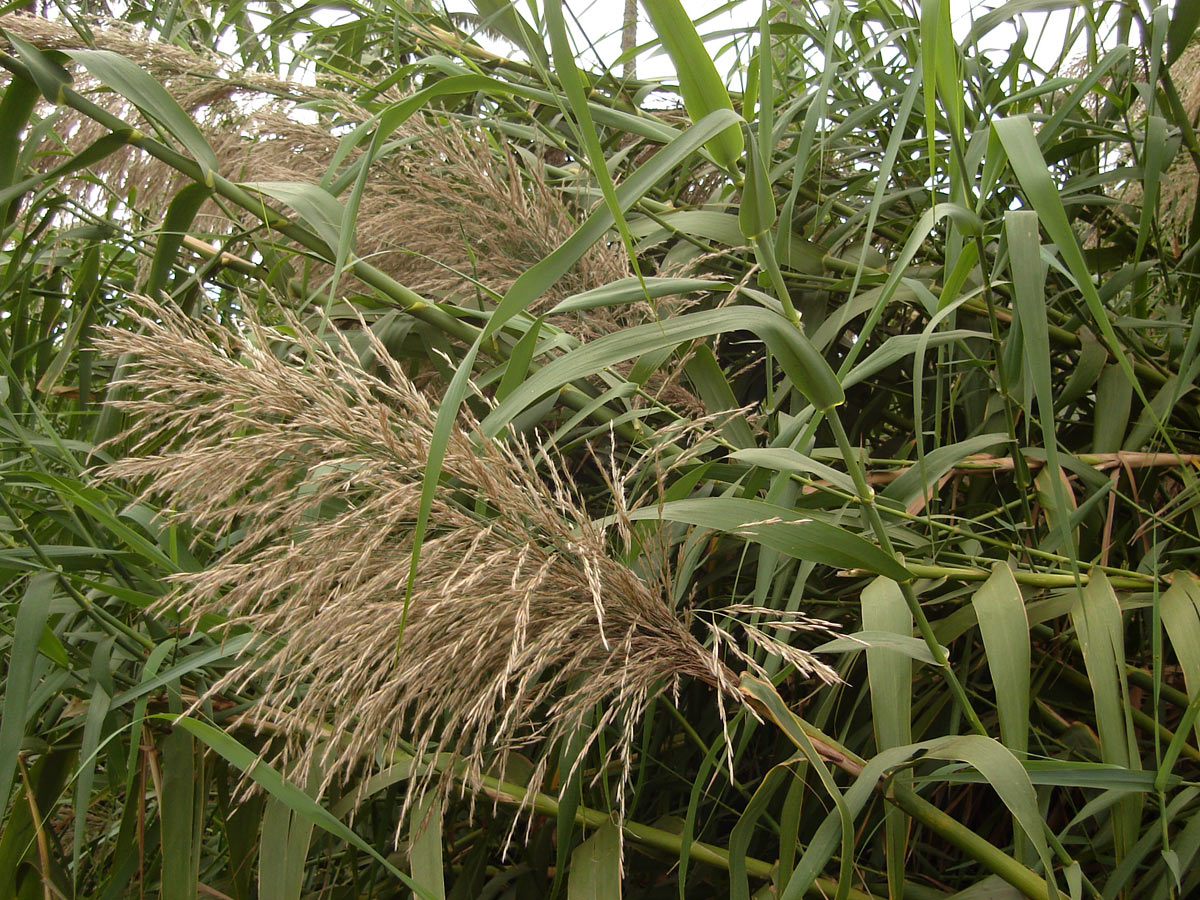